# Angelo Barbarigo
Angelo Barbarigo (Veneza, cerca de 1350 – Genebra, 16 de agosto de 1418) foi um cardeal vêneto da Igreja Católica, cardeal-sobrinho do Papa Gregório XII, que foi bispo de Verona.

## Biografia
De uma família patrícia veneziana, era filho de Bartolomeo Barbarigo e Caterina Correr, irmã do Papa Gregório XII. Seu sobrenome também está listado como Barbadico e como Barbadigo. Outros cardeais da família foram Gregorio Barbarigo (1660); Marcantonio Barbarigo (1686) e Giovanni Francesco Barbarigo (1719). Era licenciado em direito canônico.
Foi eleito bispo de Kisamos, na ilha de Creta, em dezembro de 1383, mas não há informações sobre sua ordenação episcopal. Foi transferido para a Diocese de Verona em 21 de setembro de 1406. Durante o Grande Cisma do Ocidente, ficou ao lado do seu tio, assim, foi privado da Sé, com a nomeação por Alexandre V de Guido Memo, em 29 de novembro de 1409.
Foi criado cardeal pelo seu tio no Consistório em 19 de setembro de 1408, recebendo o título de cardeal-presbítero de Santos Marcelino e Pedro. Passou para o título de Santa Praxedes, in commendam, em 4 de julho de 1415.
Morreu em 16 de agosto de 1418, em Genebra, no retorno do Concílio de Constança.

### Conclaves
- Conclave de 1417 – participou da eleição do Papa Martinho V